# Рашмор (Минесота)
Рашмор (енгл. Rushmore) град је у америчкој савезној држави Минесота.

## Демографија
По попису из 2010. године број становника је 342, што је 34 (-9,0%) становника мање него 2000. године.
| Група             | 2000.       | 2010.       |
| Белци             | 357 (94,9%) | 285 (83,3%) |
| Афроамериканци    | 0 (0,0%)    | 3 (0,9%)    |
| Азијати           | 1 (0,3%)    | 13 (3,8%)   |
| Хиспаноамериканци | 15 (4,0%)   | 33 (9,6%)   |
| Укупно            | 376         | 342         |